# Приморский край

Парадный герб Приморского края

Примо́рский край (Примо́рье) — субъект Российской Федерации. Административный центр — город Владивосток, который также является центром Дальневосточного федерального округа.
Приморский край был образован 20 октября 1938 года указом Президиума Верховного Совета СССР «О разделении Дальневосточного края на Хабаровский и Приморский край» (в состав Приморского края вошли Приморская и Уссурийская области Дальневосточного края, упразднённые в 1939 и 1943 годах соответственно).
Граничит на западе с КНР, на юго-западе — с КНДР, на севере — с Хабаровским краем Российской Федерации.

## Физико-географическая характеристика

### География
Расположен на юге Дальнего Востока, в юго-восточной части России. На севере граничит с Хабаровским краем, на западе с КНР, на юго-западе с КНДР, с юга и востока омывается Японским морем. Крупный залив — Петра Великого. Берега залива сильно изрезаны и образуют внутренние заливы: Амурский, Уссурийский, Посьета, Стрело́к, Восток, Находка.
Максимальная протяжённость края (от устья реки Туманной до истоков реки Самарги) около 900 км. Наибольшая ширина (от долины реки Уссури до побережья Японского моря) около 280 км.
Общая протяжённость границ края 3000 км, из них морские около 1500 км. По территории примерно сопоставим с Суринамом и Тунисом, а также является наименьшим по территории краем России.
Крайние точки
- Самая северная точка края расположена у истока реки Дагды (притока Самарги) — 48°28’ с. ш.
- Южная — в устье реки Туманной (Туманган, Тумыньцзян) на границе с КНДР — 42°18’ с. ш.
- Западная — близ истока реки Новгородовка — 130°24’ в. д.
- Восточная — мыс Золотой — 139°02’ в. д[5].

Расстояние между крайними точками равно:
- Северной и южной по меридиану — 900 км.
- Западной и восточной по равноудалённой параллели — 430 км.

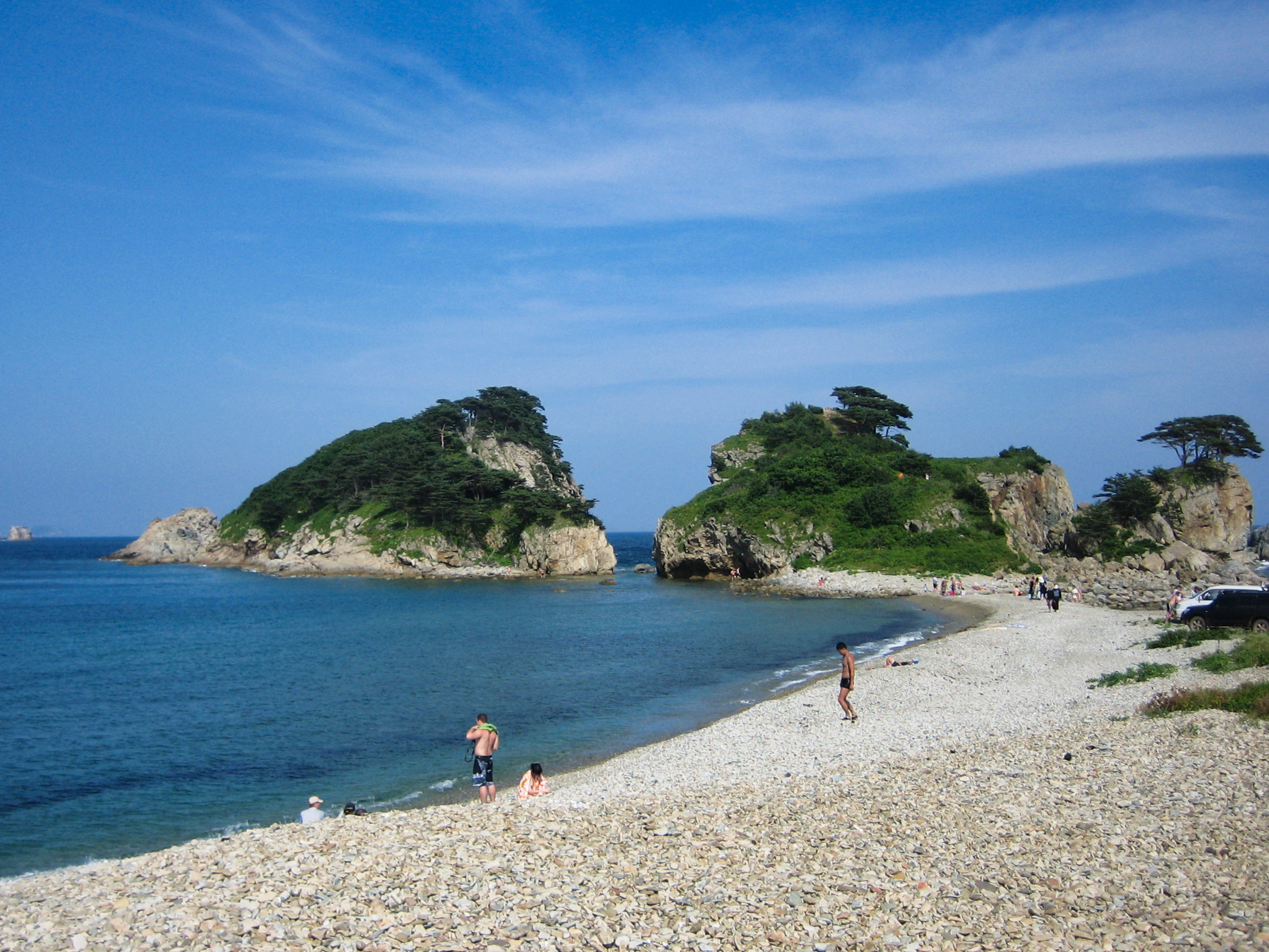
file «Любимый край -приморский край 2013-04-30 21-25» with horizon leveled properly

Центральную и восточную части края занимают горы Сихотэ-Алинь, на западе — Уссурийская и
Приханкайская низменности. Вдоль южных границ с КНР раскинулись отроги Маньчжуро-Корейских гор. Самой высокой вершиной края является гора Аник высотой 1933 метра, расположенная на северо-востоке края на границе с Хабаровским краем.
Крупные острова: Русский, Путятина, Аскольд, Попова, Рикорда, Рейнеке, Большой Пелис.
На юго-западе находится крупное озеро Ханка, по нему проходит граница с КНР. Крупнейшей рекой края является Уссури, истоки реки Уссури находятся на склонах горы Снежная, к северо-востоку от горы Облачная.

### Часовой пояс
Приморский край находится в часовой зоне МСК+7. Смещение применяемого времени относительно UTC составляет +10:00.

### Климат
Приморский край находится в муссонной дальневосточной области умеренного климатического пояса. Ей соответствует умеренный муссонный тип климата. Зима сухая и холодная, с ясной погодой, на побережье часто происходят оттепели. Весна продолжительная, с частыми колебаниями температуры. Лето тёплое и влажное, на летние месяцы приходится максимум количества осадков, в некоторых районах до 90 % годовой суммы. Случаются выходы тайфунов, наносящих порой огромный ущерб инфраструктуре и сельскому хозяйству. Осень тёплая, солнечная и сухая. Летом преобладают юго-восточные ветра, дующие с Тихого океана (восточно-азиатский муссон), а зимой северо-западные, приносящие холодную, но ясную погоду с континентальных районов.
| Район                    | Янв, °C | Абс мин, °C | Осадки дек-фев, мм | Зима, мес | Июль/авг, °C | Абс макс, °C | Осадки июнь-авг, мм | Лето, мес | Т год, °C | Осадки год, мм | Ветер год, м/с |
| Южное побережье          | −7…-15  | −26…-39     | 35-55              | 4-4,5     | 20…21,5      | 34…39        | 350—450             | 3-3,5     | 4,5…7,0   | 710—860        | 1,7-6,0        |
| Восточное побережье      | −9…-15  | −27…-38     | 40-80              | 4,5-5     | 17…19        | 34…40        | 300—360             | 2-3       | 3,0…6,0   | 640—850        | 2,1-5,2        |
| Приханкайская равнина    | −14…-18 | −36…-46     | 25-55              | ≥4,5      | 20,5…21      | 37…41        | 290—330             | ≥3,5      | 4,0…5,0   | 580—660        | 2,0-3,6        |
| Уссурийская низменность  | −17…-20 | −42…-44     | 40-60              | ≤5        | 21…22        | 36…38        | 310—330             | ≥3,5      | 3,0…4,0   | 640—690        | 2,1-3,2        |
| Южный Сихотэ-Алинь       | −14…-21 | −38…-47     | 40-60              | 4,5-5     | 19…21,5      | 37…41        | 320—380             | 3-3,5     | 2,5…4,0   | 660—740        | 1,2-2,5        |
| Центральный Сихотэ-Алинь | −17…-22 | −40…-49     | 35-65              | 5-6       | 17…21,5      | 34…40        | 260—450             | 2-3       | −1…3      | 640—920        | 1,1-2,5        |
| ------------------------ | ------- | ----------- | ------------------ | --------- | ------------ | ------------ | ------------------- | --------- | --------- | -------------- | -------------- |

- Самый тёплый январь: Преображение (ср. −7,1 °С), Находка (мин. −25,9 °С)
- Самый холодный январь: Глубинное (ср. около −22,4 °С), Мельничное (мин. −48,8 °С)
- Самый тёплый июль: Кировский и Лесозаводск (ср. около 21,8 °С), Пограничный и Кавалерово (макс. 41 °С)
- Самый холодный август — мыс Золотой на границе с Хабаровским краем (ср. 17,0 °С)
- Самое ветреное место — Владивосток (6,0 м/с)
- Самое дождливое место — Глубинное (915 мм)
- Самое сухое место — Астраханка (581 мм)
- Самая холодная вода в августе — Маяк Белкина (ср. 13,7 °С; макс. 21 °С)
- Самая тёплая вода в августе: Посьет и Садгород во Владивостоке (ср. 23,6 °С), максимальная температура 30,4 °С зафиксирована в июле у берегов Посьета[10][11][12][13]

В Приморском крае четыре района приравнены к районам Крайнего Севера: Дальнегорский, Кавалеровский, Ольгинский и Тернейский, а также посёлок городского типа Восток Красноармейского района, сёла Богуславец, Вострецово, Дальний Кут, Измайлиха, Мельничное, Рощино, Таёжное и Молодёжное Красноармейского района. Включение в список первых трёх районов и посёлка Терней связано с экономическими (неразвитая инфраструктура), а не климатическими условиями.

### Растительный мир

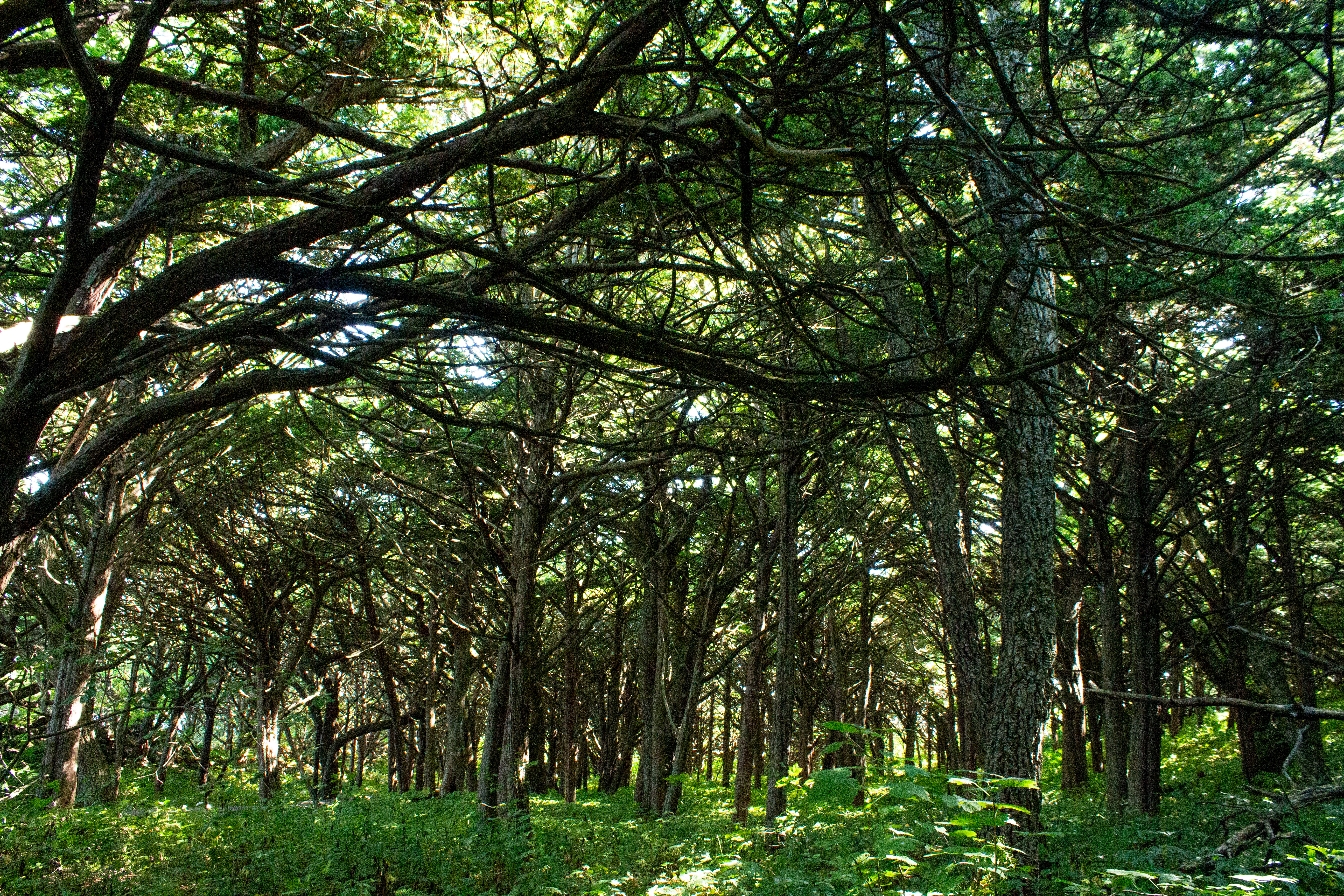
Лес из тиса остроконечного

В Приморском крае произрастает 2200—2500 видов сосудистых растений, включая около 250 видов деревьев, кустарников и
деревянистых лиан, более трети — российских папоротников, тысячи — водорослей и грибов, сотни — мхов и 600 видов
лишайников. Регион относится к
восточно-азиатской флористической области.
| В Приморском крае сохранилось немало реликтов и эндемиков (таблица) | В Приморском крае сохранилось немало реликтов и эндемиков (таблица) | В Приморском крае сохранилось немало реликтов и эндемиков (таблица) |
| ------------------------------------------------------------------- | --- | ------------------------------------------------------------------- |
| Реликты                                                             | тис остроконечный, можжевельник твёрдый, микробиота, бархат амурский, калопанакс, аралия высокая, рододендроны Фори и Шлиппенбаха, маакия амурская, сирени амурская и Вольфа, вишня сахалинская, ольха японская, актинидия, виноград, лимонник, древогубец, луносемянник, диоскорея, красный огурец, чубушник, вейгела, элеутерококк, дейция, секуринега, лотос, хлорант, аризема и др. |                                                                     |
| Эндемики                                                            | берёза железная, граб сердцелистный, клёны ложнозибольдов и маньчжурский, ясень носолистный, рябина ольхолистная, экзохорда пильчатолистная, алангиум, принсепия, заманиха, абелия, вишня железистая, кирказон маньчжурский, девичий виноград, виноградовник, пуэрария дольчатая, стрептолирион вьющийся, сассапариль Максимовича, женьшень, каллистефус, михения, горянка.             |                                                                     |

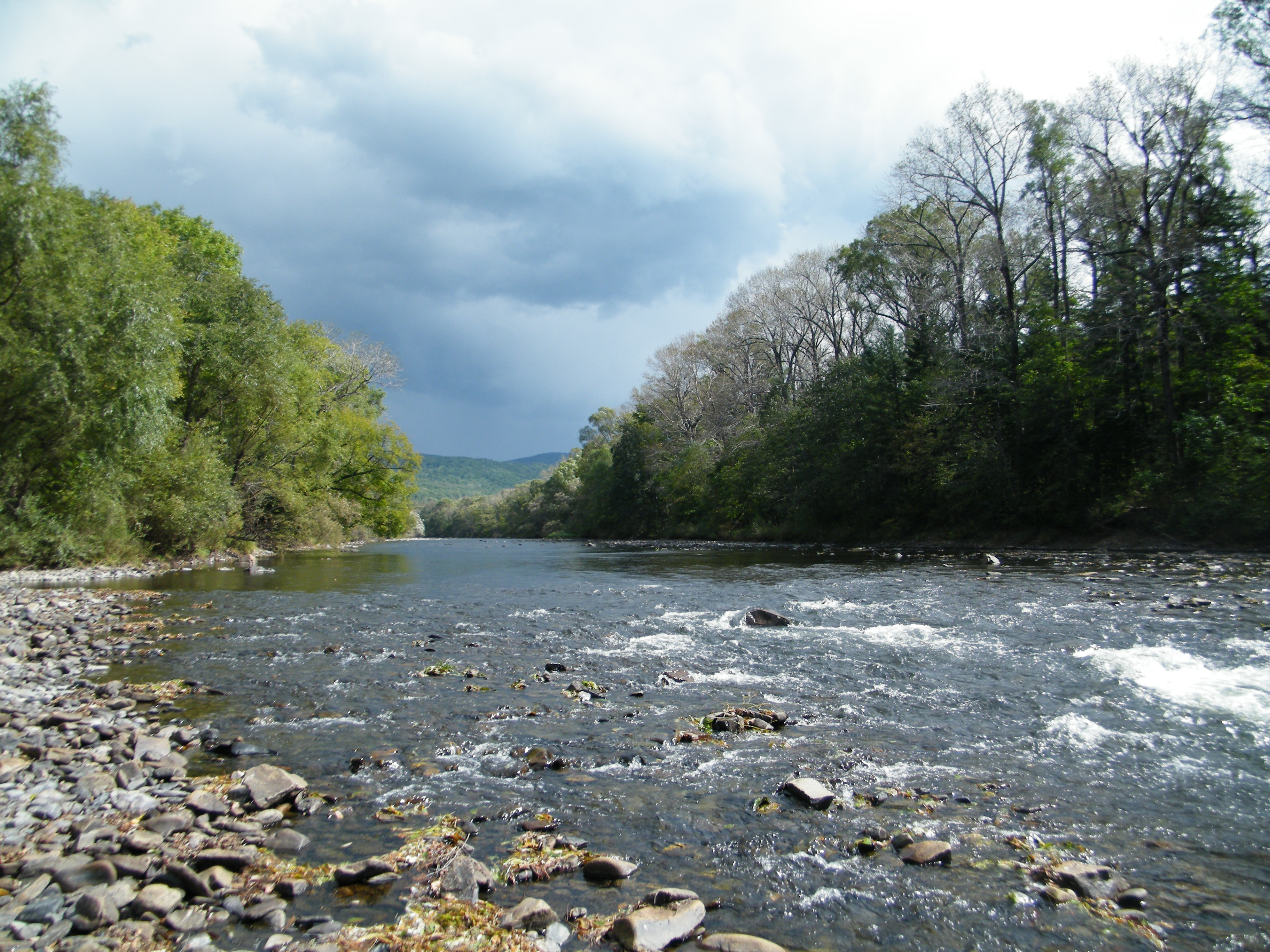
Долинный лес. Река Павловка

Лесами покрыто 79 % территории края. В горах господствуют елово-пихтовые, кедрово-еловые и кедрово-широколиственные леса, переходящие на юго-западе Приморья в более богатые и теплолюбивые чернопихтово-широколиственные леса. В речных долинах растут увитые лианами широколиственные леса из ясеня, вяза и ореха маньчжурского.
В высокогорьях преобладают типы растительности, близкие к камчатским: каменноберёзовые леса, заросли кедрового стланика и горные тундры, покрытые золотистым и мелколистным рододендронами. На крутых южных склонах, гребнях гор и каменистых почвах встречаются засухоустойчивые сообщества: южные сосновые леса, коренные дубняки, дикие леса из абрикосов маньчжурского и сибирского. Вдоль речных русел тянутся ивняки, ольшаники, леса из различных тополей и чозении.
Из-за рубок и палов широкое распространение получили: восточно-сибирская тайга из лиственницы даурской, белоберёзовые и осиновые рощи, липово-кленовые и особенно дубовые леса. В результате повторных пожаров часть дубняков превратилась во влажные лесостепи. На месте сведённых долинных лесов и заброшенных сельскохозяйственных угодий развились луга, перемежающиеся ивовыми редколесьями, берёзовыми колками и болотами.
После 1991 г., незаконные рубки ценных пород деревьев нанесли серьёзный ущерб лесам на Дальнем Востоке РФ; в 2014 г. экспорт в КНР составил 83 % от всего объёма экспорта древесины.

### Животный мир

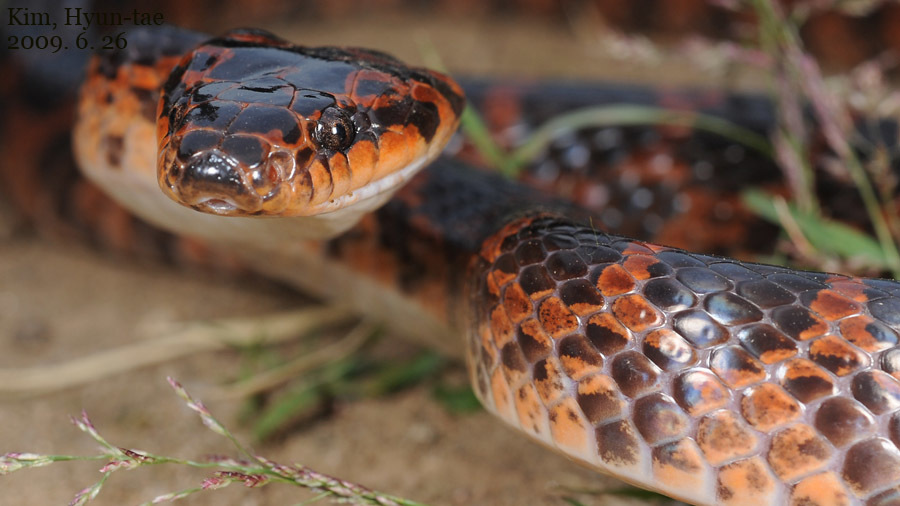
Краснопоясный динодон

В Приморье насчитывается около 103 видов млекопитающих, включая 82 наземных; 483 вида птиц; 18 — пресмыкающихся, с учётом морских змей и черепах; 9 — земноводных; 377 — пресноводных и морских рыб; свыше 22 тысяч — насекомых, в том числе самые большие жук, дневная бабочка и оса России. Среди них много эндемиков и краснокнижных видов.
| Животные края объединяются в несколько комплексов (таблица) | Животные края объединяются в несколько комплексов (таблица) | Животные края объединяются в несколько комплексов (таблица) |
| ----------------------------------------------------------- | --- | ----------------------------------------------------------- |
| Восточно-сибирский                                          | бурый медведь, волк, рысь, росомаха, горностай, соболь, колонок, лось, косуля, кабарга, бурундук, белка, летяга, заяц-беляк, лесной лемминг, красная полёвка, сибирский углозуб, сибирская лягушка, ястреб-тетеревятник, каменный глухарь, тетерев, рябчик, кедровка, таёжная мухоловка, желна, сибирский дрозд, златка сосновая |                                                             |
| Охотский                                                    | имеет много общих видов c фауной Восточной Сибири, но есть и некоторые специфические: длиннохвостая мышовка, сахалинская гадюка, белоплечий орлан, дикуша, охотский сверчок и др. |                                                             |
| Маньчжурский                                                | гималайский медведь, тигр, леопард, лесной кот, лисица, енотовидная собака, харза, изюбрь, пятнистый олень, горал, кабан, барсук, ёж, большая и японская могеры, гигантская бурозубка, маньчжурский заяц, серая крыса, большая полёвка, восточноазиатская мышь, трубконос, щитомордники, полозы, динодон, черепаха-трионикс, жерлянка, уссурийский тритон, пегий лунь, хохлатый орёл, рыбный филин, иглоногая сова, райская и синяя мухоловки, широкорот, сойка, китайская иволга, индийская кукушка, ошейниковый зимородок, японский голубь, личинкоед, голубая сорока, урагус, сутора, утка-мандаринка, дальневосточный аист, зелёная кваква, жук-олень, небесный усач, сихотэалиния, жужелица смарагдовая, альциной, ксут, серицин, эпикопея, павлиноглазка Артемида , данаида сита, брамея, пяденица великолепная, богомолы, уссурийский палочник, пластинокрыл, nevromus, цикады, аргиопа, эрезус, микромата… |                                                             |
| Дауро-монгольский                                           | солонгой, барабинский хомячок, маньчжурский цокор, балобан, чёрный гриф (зимовка), курганник, даурский журавль, дрофа, бородатая куропатка, степной конёк, монгольская жаба, желтушка аврора, многоглазка огненная, усачи-корнееды, кобылки. |                                                             |
| Высокогорный                                                | северная пищуха, американский конёк, горная трясогузка, альпийская завирушка, соловей-красношейка, голубянка Танкрэ, кузнечик Куренцова, стланиковый короед. |                                                             |

Для хвойно-широколиственных лесов характерно смешение таёжной и маньчжурской фауны. Для лесостепей и других открытых ландшафтов — сочетание маньчжурских и дауро-монгольских видов.
Кроме того, имеется ряд интродуцированных и заносных видов, например: канадский бобр, американская норка, ондатра, заяц-русак, термиты, паук гетеропода венатория.
Среди обитающих в Приморье рыб немало промысловых: калуга, амурский осётр, тихоокеанская сельдь, сардина-иваси, японский анчоус, таймень, кета, горбуша, корюшки, сазан, толстолоб, белый амур, верхогляд, желтощёк, амурский сом, тихоокеанская треска, дальневосточная навага, минтай, налим, ауха, судак, сабля-рыба, тунец, японская скумбрия, змееголов, палтусы, желтопёрая камбала, сайра, лобан, пиленгас, красный морской окунь, южный однопёрый терпуг, морской чёрт и др.. На мелководьях материкового шельфа обитают раки, крабы, креветки, кальмары, трепанги, морские ежи, устрицы и гребешки. В прибрежные воды заплывают не только полезные животные, но и 8 видов скатов и 12 видов акул, часть из которых опасна для человека.
Серьёзный вклад в сокращение численности редких видов животных вносит браконьерство (в сочетании с уничтожением лесов при лесозаготовках); задерживаются браконьеры, охотившиеся на амурского тигра, дальневосточного леопарда; основным направлением контрабандного вывоза частей и дериватов (желчь и др.) медведей является КНР, а также страны АТР.

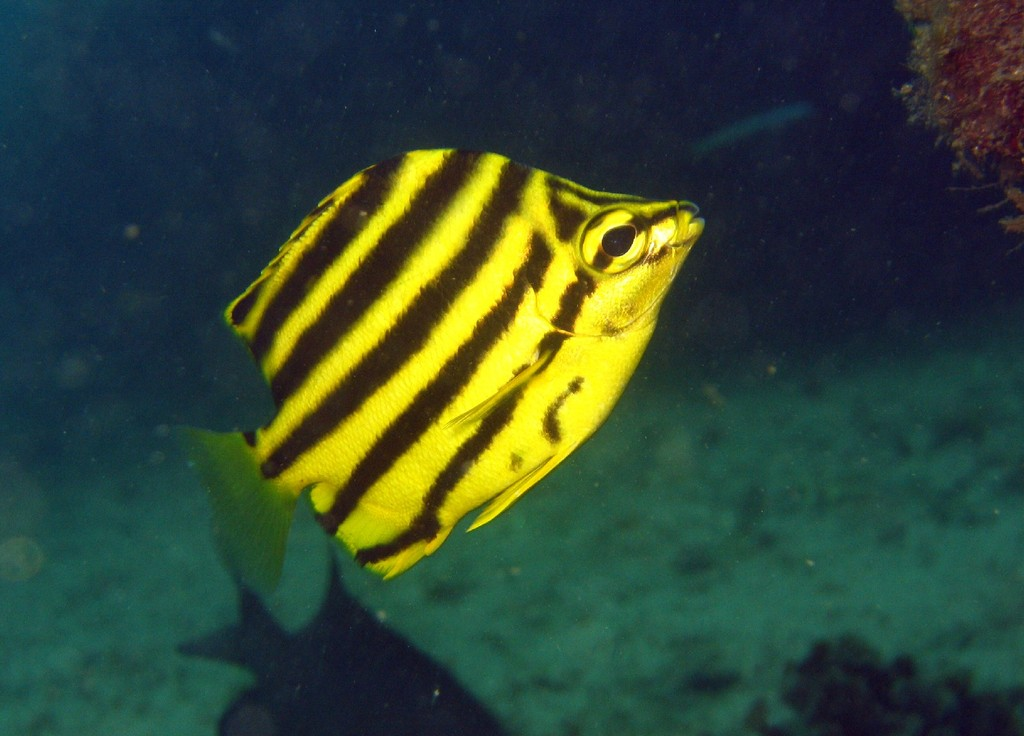
Полосатый микрокант[англ.]
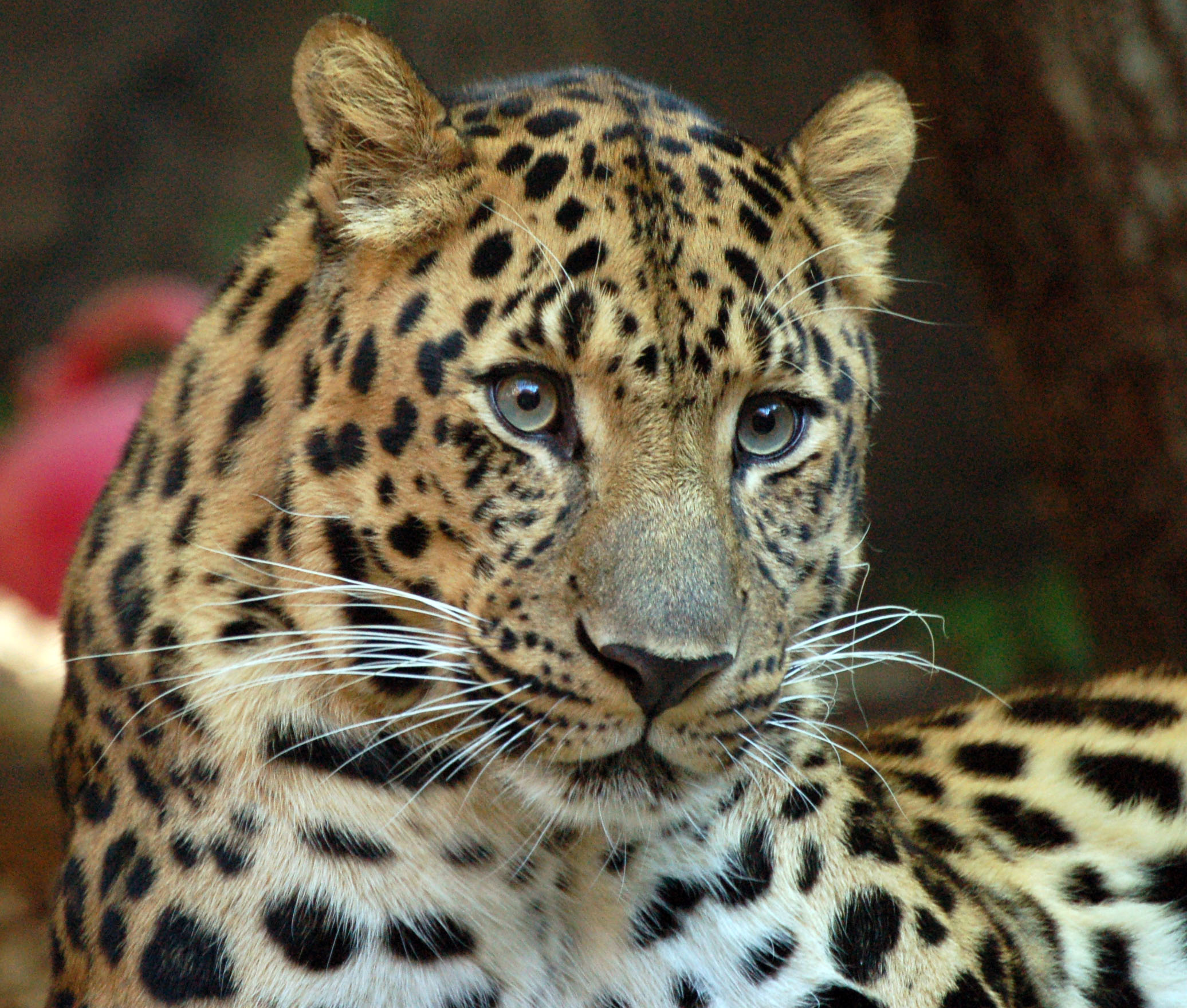
Дальневосточный леопард
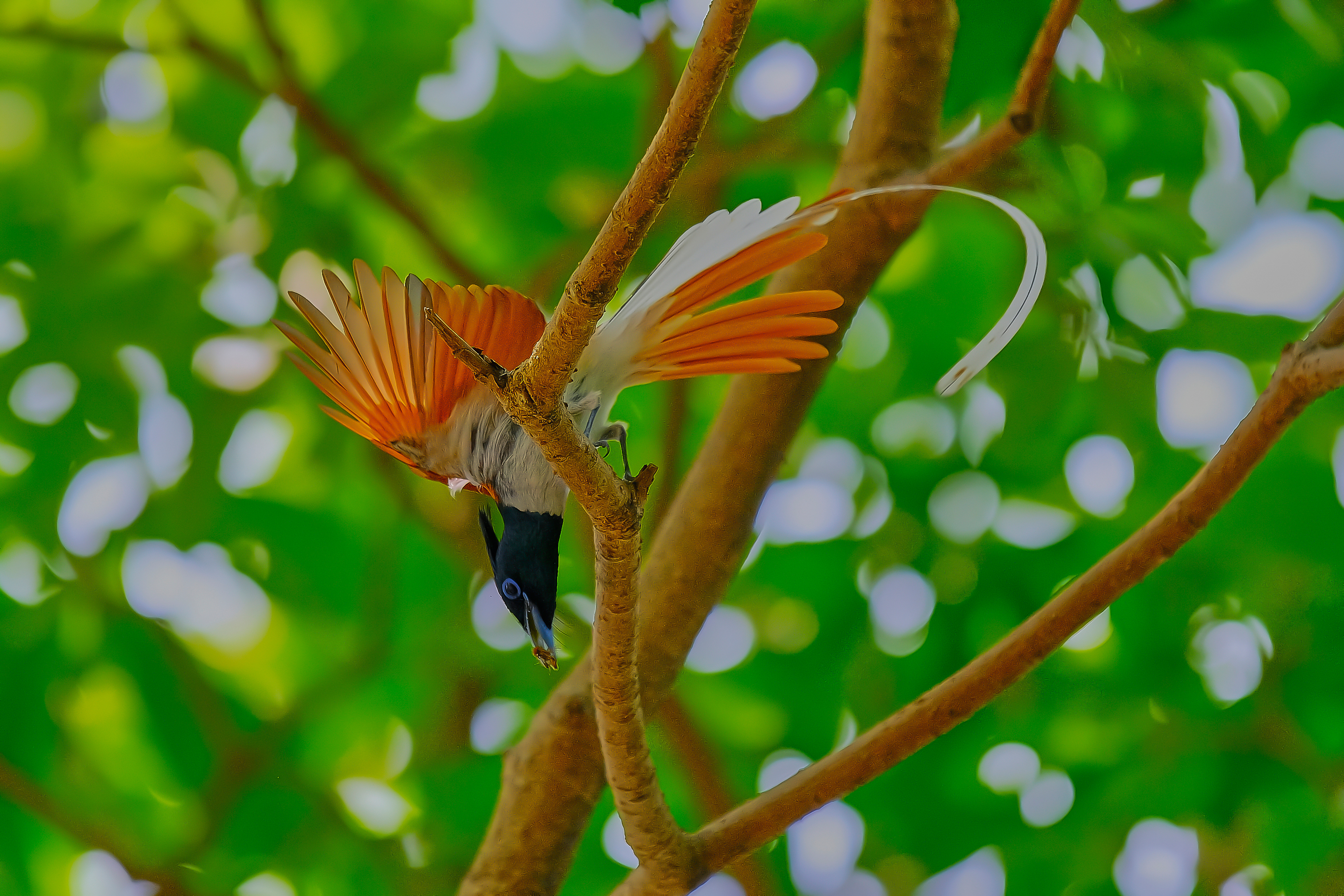
Райская мухоловка

## История
Территории Приморского края в разное время входила в состав таких государств, как Бохай, империя Цзинь, Российская империя, Дальневосточная республика.
После монгольских нашествий в начале XIII века существовавшие чжурчжэньские государства пали, что привело к опустению территории, которая была забыта вплоть до появления русских первопроходцев.
С XIX века начинается активное освоение Россией дальневосточных территорий, которое привело к появлению Приморской области.
Слабая освоенность края в XIX веке создавала благоприятную обстановку для «хищничества» (как тогда называли браконьерство) со стороны сухопутных соседей — Китая и Кореи — а также передовых морских держав — в мористом прибрежье. По оценке военного губернатора Приморской области П. Ф. Унтербергера, браконьерский убой на воде менее поворотливых беременных самок тюленя достигал 90 %.
20 октября 1938 года указом Президиума Верховного Совета СССР был образован Приморский край путём выделения его из бывшего Дальневосточного края. 31 мая 1939 года Верховный Совет СССР утвердил создание края.
15 сентября 1948 года Президиум Верховного Совета РСФСР постановил «Передать город Советская Гавань вместе с пригородной зоной из Приморского края в Хабаровский край».

## Исполнительная и законодательная власть
В 2018 году губернатором края избран Олег Кожемяко.
Законодательное собрание Приморского края является постоянно действующим законодательным (представительным) органом государственной власти края. Численный состав Законодательного Собрания — 40 депутатов.

## Население
Численность населения края по данным Росстата составляет 1 799 659 чел. (2025). Плотность населения — 10,93 чел./км2 (2025). Городское население — 
80,31 % (2022).

### Карта населённых пунктов с населением более 10 тыс. человек
— 594 201 чел.
 — от 100 000 до 200 000 чел.
 — от 30 000 до 99 999 чел.
 — от 20 000 до 29 999 чел.
 — от 10 000 до 19 999 чел.

### Урбанизация
Всё и городское население (его доля) по данным всесоюзных и всероссийских переписей:

### Национальный состав населения
Согласно результатам переписи населения 2010 года численность народов, представленных свыше 1 тысячи человек, следующая:
- Русские — 1 675 992 (85,66 %)
- Лица, не указавшие национальность — 144 927 (7,41 %)
- Украинцы — 49 953 (2,55 %)
- Корейцы — 18 824 (0,96 %)
- Татары — 10 640 (0,54 %)
- Узбеки — 8993 (0,46 %)
- Белорусы — 5930 (0,30 %)
- Армяне — 5924 (0,30 %)
- Азербайджанцы — 3937 (0,20 %)
- Китайцы — 2857 (0,15 %)
- Мордва — 2223 (0,11 %)
- Немцы — 2087 (0,10 %)
- Чуваши — 1960 (0,10 %)
- Башкиры — 1564 (0,08 %)
- Молдаване — 1433 (0,07 %)
- Киргизы — 1424 (0,07 %)
- Казахи — 1235 (0,06 %)

Коренные малочисленные народы:
- Удэгейцы — 793 (0,04 %)
- Нанайцы — 383 (0,01 %)
- Тазы — 253 (0,01 %)

Общая численность КМНС — 1429 человек. (0,07 %)
По результатам переписи населения в 2010 году в Приморье временно находилось 24 704 иностранца из КНР (12 087 чел.), Узбекистана (4281 чел.), Вьетнама (1225 чел.) и других государств. По мнению некоторых исследователей реальное число мигрантов в несколько раз выше. Уменьшение численности местного населения, в сочетании с быстрым демографическим ростом в КНР, вызывает у многих экспертов опасения в отношении будущего Приморского края.

### Населённые пункты
Населённые пункты с численностью населения более 10 000 человек.
| Владивосток    | ↗594 201 |
| Уссурийск      | ↘178 803 |
| Находка        | ↘133 859 |
| Артём          | ↘108 274 |
| Арсеньев       | ↘46 543  |
| Большой Камень | ↘40 387  |
| Спасск-Дальний | ↘34 370  |
| Лесозаводск    | ↘34 289  |

| Партизанск    | ↘32 635 |
| Дальнегорск   | ↘32 310 |
| Дальнереченск | ↘22 721 |
| Фокино        | ↘19 358 |
| Трудовое      | ↘19 543 |
| Лучегорск     | ↘16 967 |
| Кавалерово    | ↘13 100 |
| Чугуевка      | ↘11 101 |

| Черниговка | ↘10 124 |
| Славянка   | ↘10 462 |
| Русский    | ↗10 424 |

## Административное деление
В рамках административно-территориального устройства край включает следующие административно-территориальные единицы: 12 городов краевого подчинения, 5 внутригородских районов (районы Владивостока); 22 административных района.
В рамках муниципального устройства край включает в себя муниципальные образования: 12 городских округов, 9 муниципальных округов и 18 муниципальных районов, на территории которых располагаются 15 городских поселений, 67 сельских поселений, а также 2 межселенные территории.

## Транспорт
Приморский край имеет довольно хорошо развитую транспортную сеть. Общая протяжённость железных дорог края составляет 1 625 км, из которых 970 км электрифицировано. На долю Приморского края приходится 19,2 % общей протяжённости железнодорожных путей Дальнего Востока России. Основной магистралью Приморского края является крайний восточный участок Транссибирской железной дороги, протянувшейся от Москвы до Владивостока. От станции Угольная идёт железнодорожная ветка до Находки. Имеются также ветки: Барановский — Хасан и далее в КНДР (в Туманган); Уссурийск — ст. Гродеково (пос. Пограничный) и далее в КНР (в Суйфэньхэ); Сибирцево — Арсеньев — Новочугуевка (Чугуевский район); Сибирцево — Турий Рог. В Хасанском районе функционирует пограничный железнодорожный переход «Золотое звено» (в КНР).
Хорошо развита в Приморском крае и автодорожная сеть, её протяжённость составляет 11 117 км, из которых 9 454 км — с твёрдым покрытием.
Благодаря близости к Японии и Республике Корее, откуда импортируются относительно дешёвые подержанные машины, край занимает первое место в России по обеспеченности автомобилями. Этот показатель составляет 580 машин на 1000 человек (2011).
Региональные и международные авиаперевозки осуществляются из аэропорта «Кневичи», расположенного недалеко от Владивостока. Несмотря на небольшие размеры, в Приморье имеется густая сеть местных авиалиний, на которых работают DHC-6 TwinOtter. Наиболее загруженные аэропорты местных авиалиний, куда осуществляются ежедневные рейсы — Дальнегорск и Кавалерово. Кроме них, рейсы выполняются в Дальнереченск, Восток, Преображение, Пластун, Терней, Амгу, Светлую и Единку. Кроме того, осуществляются также внутрирайонные рейсы вертолёта Ми-8 из райцентра пос. Терней в северные сёла Тернейского района.
Порты Приморского края играют важную роль в экономике России. Одним из главных направлений в развитии портов являются контейнерные перевозки. На территории региона расположены крупнейшие контейнерные терминалы Дальнего Востока России. Контейнерный терминал в порту Восточный был введён в эксплуатацию в мае 1976 года. Сегодня на территории порта работает ООО «Восточная стивидорная компания», входящая в группу Global Ports, владельцем которой является российская транспортная группа «Н-Транс» (ранее «Северстальтранс»). В 1983 году начал работу контейнерный терминал во Владивостокском морском торговом порту. В 2003 году в целях развития терминала было создано ООО «Владивостокский контейнерный терминал», учредителями которого стали транспортная группа FESCO и ОАО «ВМТП».
В 2009 году в бухте Козьмина был введён в эксплуатацию перегрузочный нефтеналивной комплекс.

## Экономика

### Сельское хозяйство
На 01.01.2020 численность сельского населения Приморского края 429 093 человек.
На долю растениеводства приходится 65 % (по стоимости продукции). Выращивают технические, зерновые, кормовые культуры, картофель и овощи. Имеется мясо-молочное скотоводство; птицеводство и свиноводство, оленеводство, пчеловодство.
На 1 января 2021 года площадь пашни 755 тыс. га, пастбищ — 446 тыс. га. Из них площадь посевов — 476 тыс. га (второе место в ДФО и 39-е в России), неиспользуемых пахотных земель — 227,8 тыс. га.
Животноводство
Спрос на продукцию животноводства в Приморье традиционно высок. Только перерабатывающим предприятиям в качестве сырья необходимо 80 тыс. тонн молока в год и 35 тыс. тонн мяса. Но местное производство обеспечивает их потребности лишь на 15 % молоком и на 2 % мясом. В 15 раз за последние два десятка лет сократилось поголовье крупного рогатого скота в крае, и как результат перерабатывающие предприятия почти полностью зависят от привозного сырья.
В крае на 1 января 2021 года насчитывалось 59,5 тысячи голов крупного рогатого скота, из них 29,5 тысячи коров, свиней — 153,2 тысячи, овец и коз — 28,6 тысячи, птицы — почти 1,9 миллиона голов. Поголовье коров, коз и овец сокращается из года в год, по свиньям и птице зафиксирован рост поголовья.
Растениеводство
В 2020 году с 7,5 тыс. гектаров аграрии собрали 22 тыс. тонн риса. Урожайность по сравнению с прошлым годом выросла на семь центнеров, до 29 центнеров с га. Самая высокая урожайность отмечена в Ханкайском округе, где она достигала 35 центнеров с га. В 2019 году с рисовых полей приморские аграрии собрали более 27 тыс. тонн риса, в этом году в связи с пандемией коронавируса к выращиванию и сбору урожая было привлечено меньше рабочих. Урожай сои составил 150 тысяч тонн, собрано более 8,5 тысячи тонн картофеля, урожайность которого в этом году увеличилась на 53 %. По данным на конец октября в крае уже было собрано 11,7 тысячи тонн продукции, что на 3 тысячи тонн больше уровня прошлого года.
По поручению правительства России самообеспеченность овощной продукцией в регионах ДФО должна достичь среднероссийского уровня, который составляет 70 % от потребности населения к 2024 году.
Сегодня в Приморском крае значительная часть плодородных земель отдана под выращивание сои. Именно эта культура сегодня даёт самую высокую прибыль. Но, согласно сельскохозяйственным нормам, соя должна занимать менее 30 % в севообороте. Эта культура истощает почву, после неё земля становится непригодной для выращивания чего бы то ни было.
Приморский край основной поставщик овощной продукции для населения Сахалина— лук, чеснок, шпинат, морковь, свёкла, пекинская капуста, кабачки, сельдерей, перцы.
| тыс. гектар | 626 | 741,6 | 564,5 | 448,1 | 340,1 | 314,0 | 413,7 | 449,2 |

### Энергетика
По состоянию на 2018 год, на территории Приморского края эксплуатировались пять крупных тепловых электростанций, три мини-ТЭЦ, а также 74 небольших дизельных электростанций (ДЭС), общей мощностью 2777,8 МВт. В 2018 году они произвели 10 637 млн кВт·ч электроэнергии.

### Крупнейшие компании
Крупнейшими налогоплательщиками в Приморье являются:
- ПАО «Арсеньевская авиационная компания „Прогресс“ им. Н. И. Сазыкина»;
- ОАО «Владивостокский морской торговый порт» (ОАО «ВМТП» входит в Транспортную группу FESCO);
- ОА «Восточный порт»;
- ЗАО «Горно-химическая компания Бор» (ЗАО «ГХК Бор»);
- ОАО "Дальневосточный завод «Звезда»;
- ООО «ДНС Ритейл»;
- АО «Дальневосточная генерирующая компания» (АО «ДГК»);
- АО "ГМК «Дальполиметалл»;
- ООО «ГК Доброфлот»;
- АО «ЛуТЭК»;
- ПАО «Находкинская база активного морского рыболовства»;
- ОА «Находкинский морской торговый порт»;
- АО «ННК-Приморнефтепродукт»;
- ОАО «НК РН-Морской терминал Находка»;
- ОАО «Приморскуголь»
- ОАО «Приморское морское пароходство»
- ООО «Сименс Финанс»[60]

Владельцами крупных пакетов акций предприятий в Приморском крае являются: ПАО «РусГидро», НК «Роснефть», «Группа МДМ», «Группа Альянс», Консорциум «Альфа-Групп».
Российские «Кузбассразрезуголь» и «ЕвразХолдинг» владеют двумя крупнейшими портами Приморского края (Восточный порт и Находкинский морской торговый соответственно).
В Приморье влиянием пользуется Группа «Альянс» Мусы Бажаева, подписавшая летом 2001 года генеральное соглашение о сотрудничестве с краевой администрацией. «Альянс» стал одним из главных поставщиков топлива для нужд приморского ЖКХ. Группа владеет контрольным пакетом акций ОАО «Приморнефтепродукт»;.
Госкомпания «Роснефть» в августе — сентябре 2001 года приобрела у иностранных инвесторов 33,4 % акций старейшего лесопромышленного предприятия региона — ОАО «Приморсклеспром». В ноябре 2002 года 26 % голосующих акций ОАО «Приморскуголь» купила компания «Русский уголь» — альянс, созданный ОАО «Роснефть» и ОАО «Межпромбанк». В Приморском крае «Роснефть» представлена дочерней компанией ОАО «НК Роснефть-Находканефтепродукт».
«Группа МДМ» является владельцем 49 % пакетом акций ОАО «Торговый порт Посьет». МДМ контролирует около 30 % голосующих акций «Дальэнерго».
В совет директоров ОАО «Приморскуголь» избраны представители входящего в Группу МДМ ОАО «Сибирская угольная энергетическая компания» (СУЭК). ОАО «СУЭК» через близкие структуры контролирует более 60 % акций предприятия.
В августе 2003 одна из трёх крупнейших сотовых телефонных компаний — «Мобильные ТелеСистемы» (МТС) — купила половину акций «Примтелефона», получив доступ на дальневосточный рынок. Филиал «Связьинвеста» «Дальсвязь», владела оставшимися 50 % до начала 2004 года, после чего тоже продала их МТС. «МегаФон» также обладает лицензией на Дальний Восток. Осенью 2008 года компания Билайн (Вымпел-Коммуникации) начала коммерческую эксплуатацию собственной сети 3G, а в 2011 году выкупила местного оператора «Новую телефонную компанию» (НТК) у корейских владельцев. Кроме того, в крае имеется ещё один местный оператор сотовой связи — «Акос» (принадлежал «Дальсвязи»). С 1 апреля 2011 года ОАО «Дальсвязь» является частью российской национальной телекоммуникационной компании «Ростелеком» и теперь осуществляет свою деятельность в качестве её макрорегионального филиала «Дальний Восток». Итого 4 оператора сотовой связи.
ПАО «РусГидро» является владельцем крупнейшего пакета акций АО «Дальневосточная генерирующая компания». В её состав входит большинство электростанций региона — Приморская ГРЭС, Партизанская ГРЭС, Артёмовская ТЭЦ, Владивостокская ТЭЦ-1 и Владивостокская ТЭЦ-2. АО «Дальневосточная распределительная компания» (дочернее общество РусГидро) принадлежит большинство распределительных электрических сетей Приморского края, а ПАО «Дальневосточная энергетическая компания» (также контролируется РусГидро) является гарантирующим поставщиком электроэнергии.

### Природные ресурсы

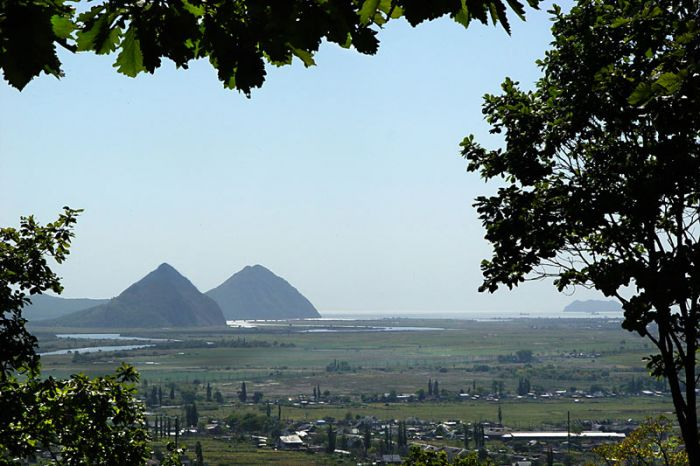
Сопки Брат и Сестра рядом с Находкой

Юго-восточное побережье края

В Приморье открыт целый ряд крупных и уникальных месторождений разнообразных полезных ископаемых, на базе которых создана и функционирует самая мощная на Дальнем Востоке горнодобывающая промышленность.
В крае производится более 92 % плавикового шпата России, 64 % вольфрамовых концентратов, почти 100 % борных продуктов, 73,6 % свинца в концентрате и 8,4 % свинца рафинированного, добывается 18,2 % олова России.
В крае выявлено почти 100 угольных месторождений с общими прогнозными запасами до 2,4 млрд тонн. Основные месторождения угля — Бикинское, Павловское, Шкотовское и Артёмовское — буроугольные, Партизанское и Раздольненское — каменноугольные. Многие месторождения угля имеют сложные гидрогеологические условия (небольшая толщина угольных пластов и их высокая обводнённость). Это затрудняет добычу угля, делает её более дорогой. Вместе с тем около 70 % запасов угля пригодно для открытой разработки.
Край богат месторождениями цветных металлов. Известно около 30 месторождений олова, которые в основном находятся в Кавалеровском, Дальнегорском и Красноармейском районах. В этих же районах сосредоточено около 15 месторождений полиметаллических руд, содержащих цинк, свинец, медь, серебро, висмут, индий, редкоземельные металлы. В Красноармейском и Пожарском районах края имеется несколько месторождений вольфрама. Кроме вольфрама, в этих рудах содержится медь, серебро, золото, висмут и другие ценные металлы. В северо-восточных районах Сихотэ-Алиня найдено несколько месторождений серебра.
В крае разведано более 50 месторождений золота. Золотоносные месторождения имеются как на юге Приморья, так и на севере. Около 60 % всех запасов золота находятся в россыпях по долинам рек.
В районе Дальнегорска находится крупнейшее в России месторождение бора (датолитовых, борсодержащих руд). Оно разрабатывается открытым способом и может обеспечить работу перерабатывающих предприятий не менее чем на 50 лет. Плавиковый шпат добывается в Хорольском районе (Вознесенское и Пограничное месторождения). Кроме плавикового шпата, в рудах этого месторождения содержатся редкие металлы. Открыты несколько месторождений фосфоритов на материковом склоне Японского моря.
На запасах Дальнегорского боросиликатного месторождения, скарново-полиметаллических месторождений работает крупное горно-химическое предприятие ОАО «Бор». ОАО «Ярославский ГОК» разрабатывает Вознесенское и Пограничное флюоритовые месторождения. ОАО «Приморский ГОК» и ОАО «Лермонтовская ГРК» вместе разрабатывают богатейшие скарново-шеелитовые месторождения «Восток-2» и Лермонтовское. В посёлке Кавалерово ОАО «ГРК Хрустальная» (Хрустальненский ГОК) разрабатывает богатое оловянное месторождение «Искра». Кроме того, в крае добываются бурые и каменные угли, строительные материалы; действует ряд санаторно-больничных комплексов на базе подземных минеральных источников и морских грязей, в том числе крупнейший в России Шмаковский. В небольшом количестве в крае добывается россыпное золото, цеолиты, бентонитовые глины и другие полезные ископаемые. Вводятся в эксплуатацию коренные золотосеребряные месторождения.
В структуре добычи традиционно преобладают бурые и каменные угли — 47 %, значительную роль играют цветные и редкие металлы — 21 % и неметаллы — 14 %. Производство благородных металлов (золота из россыпных и комплексных вольфрамово-медных месторождений, серебра из комплексных полиметаллических месторождений) не превышает 10 %, добыча общераспространённых полезных ископаемых — 3 %.
Обеспеченность действующих предприятий сырьевой базой неодинакова. ОАО «Бор» и ОАО «Ярославский ГОК» обеспечены разведанными запасами борной и плавиковошпатовой руды на длительный срок.
В крае имеются перспективы выявления промышленных месторождений как традиционных для края полезных ископаемых, так и новых, на базе которых могут быть созданы крупные горнодобывающие предприятия. Из традиционных полезных ископаемых есть перспективы поисков богатых скарново-шеелитовых месторождений в Лермонтовском рудном узле и высококачественных лечебных грязей в бухте Экспедиции на юге Приморья.
Особенно благоприятные перспективы в крае имеются на выявление новых промышленных рудных месторождений благородных металлов (золота и серебра).
Из новых полезных ископаемых в Приморье имеются перспективы выявления месторождений сурьмы, ртути, марганца, барита, каолинов и высококачественных кварцитов для производства стекла, в которых в настоящее время Россия испытывает большой недостаток.
В крае в последние годы появились перспективы выявления месторождений драгоценных камней: алмазов в коренном залегании и корундов в россыпях, в первую очередь сапфиров в Вострецовском золотоносном районе. Имеется недоразведанное Радужное месторождение благородного опала в пределах Алчанской вулканоструктуры.
В 1999—2000 годах начата переоценка перспектив края на нефть и газ, как в наземной части, так и на шельфе Японского моря. Прогнозная оценка на нефть по разным авторам колеблется в пределах 10—150 млн тонн. Развитая инфраструктура края и удалённость от нефтедобывающих регионов России позволяет с высокой степенью достоверности предполагать, что отработка даже мелких месторождений нефти и газа будет экономически целесообразна.
Не осваиваются разведанные месторождения германия, по запасам которого Приморье занимает одно из ведущих мест в мире. Также ждут своего освоения месторождения вермикулита, графита, талька и других полезных ископаемых.
Горные реки края обладают значительным, и абсолютно не используемым гидроэнергетическим потенциалом.
До 80 % территории края занимают исключительно разнообразные по составу леса: хвойные, широколиственные, мелколиственные деревья и кустарники, многие из которых эндемичны (абрикос маньчжурский, актинидия, женьшень). Лесопокрытая площадь составляет 12,3 млн га, общие запасы древесины — 1,75 млрд м³. Леса третьей группы занимают около 60 % лесопокрытой площади, а леса, где возможны рубки — около 75 %. Для Приморского края норма вырубки составляет около 10 млн м³ в год. В некоторых районах вырубается намного больше рациональных норм, а в труднодоступных районах лес может не вырубаться вообще. Леса Приморского края также богаты кедровыми орехами, лекарственными растениями (лимонник, женьшень). Во флоре Приморья насчитывается более двух тысяч видов высших растений, из которых около 250 видов деревьев.
В Приморье сочетаются тайга и субтропические леса. Зимой стоят морозы до −20…-30 °С (в горах иногда до −50 °C), летом — 30-градусная жара (местами до +40 °C). Район является самым южным в зоне тайги и самым северным в зоне субтропиков, что определяет богатство флоры и фауны, разнообразие ландшафтов, тёплое море на юге, наличие источников минеральных вод — всё это позволяет развивать туризм в крае.

### Внешняя торговля
Основной объём внешней торговли Приморского края приходится на другие регионы России: в 2014 году на них пришлось 89,5 % внешнеторгового оборота Приморья. В 2000—2014 году отмечена тенденция к снижению доли зарубежья во внешней торговле Приморского края: с 33,2 % до 10,4 %.
Объём внешнего товарооборота (включая торговлю с другими регионами РФ) в 2014 году составил 12,9 млрд долларов (в 2000 году 1,4 млрд долларов): в том числе экспорт 5264,9 млн долларов, а импорт 7646,5 млн долларов. Основные торговые партнёры Приморского края (не считая торговли с другие регионами РФ): КНР (49 % внешнеторгового оборота), Республика Корея (21 %) и Япония (10 %). Для торговли Приморья с зарубежьем характерно абсолютное преобладание экспорта над импортом: в 2014 году экспорт края за таможенную границу РФ составил 1294,4 млн долларов, а импорт только 55,0 млн долларов.
В I полугодии 2019 г. во внешней торговле приняли участие 2 568 компании из Приморского края, в том числе 2 104 импортёра и 615 экспортёров. По числу участников ВЭД регион занимает четвёртое место в России среди субъектов федерации. По сравнению с I полугодием 2018 г. число импортёров снизилось на 5 %, число экспортёров — на 1,9 %.

### Доходы населения
Средний прожиточный минимум 4975 рублей (3 кв. 2007), 6071 рубль (4 кв. 2008), для работающих — 5321 руб. (2007), для пенсионеров — 3968 руб. (2007), для детей — 4810 рублей (2007). Среднедушевой денежный доход приморцев с января по октябрь 2007 года составил 9954 рубля (2,3 прожиточных минимума), в 2008 году — 12 808 рублей, а в 2009 году — 15 140 рублей. Среднемесячная заработная плата составляла в 2007 году 11 840 рублей (2,5 прожиточных минимума). При этом доходы 19 % населения Приморского края были меньше прожиточного минимума.

## Туризм и рекреация

### Особо охраняемые природные территории

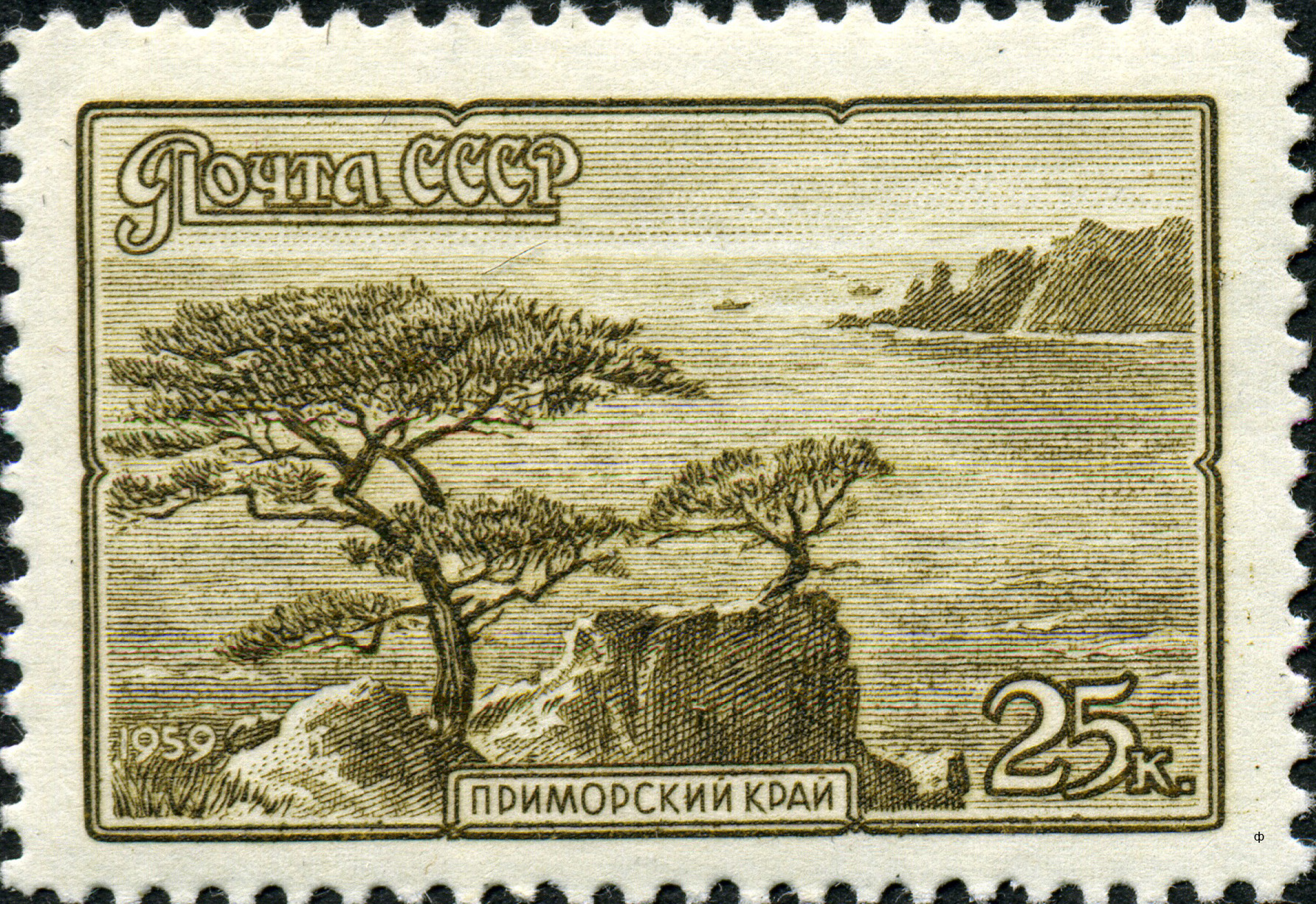
Почтовая марка СССР:
Приморский край

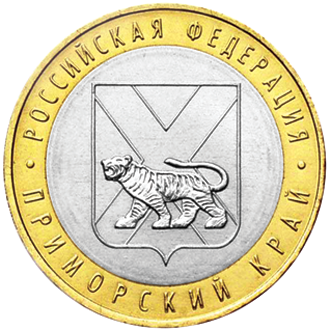
Памятная монета Банка России номиналом 10 рублей (2006)

В Приморском крае расположены шесть заповедников:
- Дальневосточный морской заповедник
- Кедровая Падь
- Лазовский заповедник
- Сихотэ-Алинский заповедник. Внесён в Список Всемирного наследия ЮНЕСКО как «Объект, включающий в себя наиболее важную или значительную естественную среду обитания для сохранения в ней биологического многообразия, в том числе исчезающих видов исключительной мировой ценности с точки зрения науки и охраны».
- Уссурийский заповедник
- Ханкайский заповедник.

Тринадцать заказников:
- Васильковский зоологический (охотничий) заказник
- Барсовый федеральный заказник
- Верхнебикинский государственный ландшафтный природный заказник
- государственный природный заказник краевого значения Борисовское плато
- Лосиный государственный природный заказник краевого значения
- Горалий государственный природный заказник краевого значения
- Тихий государственный природный заказник краевого значения
- комплексный морской заказник Залив Восток
- Берёзовый государственный природный заказник краевого значения
- Полтавский государственный природный заказник краевого значения
- государственный природный заказник краевого значения Чёрные Скалы
- Таёжный государственный природный заказник краевого значения
- Васильковский государственный природный заказник краевого значения

Четыре национальных парка:
- «Зов тигра»
- «Удэгейская легенда»
- «Земля леопарда»
- «Бикин»

Один природный парк:
- Хасанский

Один ботанический сад федерального значения:
- Ботанический сад-институт ДВО РАН

## Образование
В Приморском крае действует порядка 20 вузов и филиалов вузов. Крупнейшим университетом является Дальневосточный федеральный университет.

## Культура
В городе Уссурийске имеется единственное в крае культурно-просветительное училище, а также:
Находкинское музыкальное училище,
Владивостокское музыкальное училище,
Владивостокское художественное училище,
Дальневосточная государственная академия искусств (г. Владивосток), включающая в себя три факультета: музыкальный, художественный и театральный.
Ведёт активную концертную деятельность Приморская краевая филармония.
Театры
Во Владивостоке:
- Театр молодёжи
- Приморский краевой академический драматический театр имени Горького
- Приморский краевой театр кукол
- Театр Тихоокеанского флота
- Пушкинский театр
- Приморская сцена Мариинского театра

В Уссурийске:
- Театр драмы имени В. Ф. Комиссаржевской Уссурийского городского округа
- Драматический театр Восточного военного округа

В Находке:
- Любительский драматический театр «Рампа»
- Театр кукол

В Артёме:
- Детский образцовый театр «Экран»

Цирки
- Владивостокский государственный цирк
- Уссурийский государственный цирк — не работает уже несколько лет.
- Цирк «Маленький принц», город Находка.

## Спорт
Наиболее популярный спорт в крае — футбол. В начале 1990-х клубы «Луч» (Владивосток) и «Океан» (Находка) играли в высшей лиге чемпионата России по футболу. С 2006 по 2008 «Луч-Энергия» выступал в Премьер-Лиге.
Баскетбольная команда «Спартак-Приморье» (Владивосток) играла в высшем дивизионе страны в 2005—2009 годах. В данный момент выступает в Профессиональной баскетбольной лиге.
Хоккейная команда «Адмирал» (Владивосток) играет в КХЛ с 2013 года по 2020 год и с 2021 года по настоящее время.
В Арсеньеве базируются хоккейный клуб «Восток», выступавший в Чемпионате России по хоккею с мячом сезона 1993/1994 годов. Оказавшись в низших лигах, «Восток» многократно становился победителем и призёром восточной группы Всероссийских соревнований по хоккею с мячом. В сезоне 2023/2024 клуб стал серебряным призёром первенства России среди команд высшей лиги.

Экспозиция, посвящённая приморским мотогонщикам во Владивостокском музее автомотостарины

Спидвейная команда «Восток» является четырёхкратным чемпионом России, а также многократным призёром первенств СССР.
Мотогонщики Сергей Казаков и Владимир Фадеев были чемпионами мира в мотогонках на льду.
Спортивные сооружения в Приморье были реконструированы в 1988 году в целях использования как площадки подготовки к Олимпиаде в Сеуле. В 2013 году завершено строительство ледовой арены «Фетисов-Арена» — многофункциональной концертно-спортивной площадки, расположенной в 21 км от центра Владивостока вдоль государственной трассы М60 Владивосток—Хабаровск. Это место проведения домашних игр хоккейного клуба «Адмирал», который входит в состав команд Континентальной Хоккейной Лиги. Данное сооружение является крупнейшей крытой спортивно-концертной площадкой в Приморском крае. Названо в честь В. А. Фетисова, выдающегося советского и российского хоккеиста, государственного деятеля, заслуженного мастера спорта СССР и заслуженного тренера России. Торжественное открытие арены состоялось 27 сентября 2013 года.
Арена размером 13 000 м² является домом хоккейной команды «Адмирал», местом проведения знаковых спортивных мероприятий Дальнего Востока, всемирных шоу, концертов, выставок и многих других мероприятий. Фетисов-Арена вмещает до 7500 человек, имеет парковку на 1500 мест, конференц-зал, пресс-центр, ресторан и 8 ВИП-лож.
Также планируется капитальная реконструкция стадионов в Находке и Владивостоке.
Развит парусный спорт. Во Владивостоке проходят всероссийская и международные регаты. Яхт-клуб «Семь Футов» — крупнейший на Дальнем Востоке.
В посёлке Пластун было построено современное гольф-поле, аналогов которому только два в России (в Москве и Московской области).
На профессиональном уровне развиты также бейсбол, бадминтон, морское многоборье и пляжный волейбол. В Приморском крае развиты и другие виды спорта, но в основном на любительском уровне.
В крае имеет широкую популярность лёгкая атлетика, представители легкоатлетических школ края неоднократно показывали высокие результаты на соревнованиях различных уровней. Наиболее известным легкоатлетом Приморского края является участник Олимпийских игр 1992 и 1996 г., шестикратный чемпион страны (1992—1996) в беге на 400 м, бронзовый призёр чемпионата Европы 1994 г. в эстафете 4×400 м, серебряный призёр в эстафете 4×400 м и бронзовый в беге на 400 м, Всемирной Универсиады 1995 г., экс-рекордсмен России в беге на 300 м в помещении и в эстафете 4×400 м Дмитрий Косов. Также следует отметить чемпионку Европы 1958 г. и экс-рекордсменку СССР в эстафете 4×100 м Нонну Полякову, бронзового призёра чемпионата Европы 1978 г. в беге на 800 м, многократную чемпионку СССР Зою Ригель, чемпиона и экс-рекордсмена СССР, серебряного призёра Европейских игр в помещении 1966 г. в беге на 1500 м Олега Райко.
Ещё одним широко развитым видом спорта в крае является самбо. Представители краевых спортивных школ в данном виде спорта выигрывали и занимали призовые места на чемпионатах России, Европы, Азии, мира.
Во Владивостоке на высоком уровне развито кудо. Сборные Владивостока часто занимают призовые места на российских и мировых соревнованиях.
Ещё в крае весьма развит такой вид спорта, как акробатика. В последние годы акробаты Приморского края показывают высокий уровень на Всероссийских соревнованиях.
Также в крае развита тяжёлая атлетика. Город Арсеньев славится своими атлетами, занимающими призовые места, как на Российском уровне, так и на мировом.
Также лидирующее место в России занимает Арсеньевский аэроклуб и такие чемпионы, как Козак В. А., Ананьев С. А., Закиров Н. А.

## Религия
В Приморье представлено большинство основных религий России. Самой многочисленной конфессией на территории края является православие РПЦ МП, есть приходы православных РПЦЗ. Однако доля (26,6 %) православного населения существенно ниже, чем в среднем по России (41 %). Также в Приморье представлены старообрядческое, католическое и протестантское христианство, ислам, буддизм, кришнаизм, организации свидетелей Иеговы и мормонов.
Приморье считается регионом с сильным влиянием протестантского христианства. Несмотря на меньшую численность прихожан, по данным СМИ, в 2010 году в крае насчитывалось 178 официально зарегистрированных протестантских общин, в то время как православных — 89. Религиовед Роман Лункин на основании данных полевых исследований отнёс Приморский край к неправославным христианским регионам, подразумевая, что здесь выше, чем в среднем по России доля местных жителей, относящих себя к неправославным христианам (6,7 %).
Доля атеистов среди населения Приморья составляет 35 %, это самый высокий показатель среди регионов России (в среднем 13 %).
Крупнейшим религиозным объединением на территории края является Приморская митрополия РПЦ МП, которая делится на Владивостокскую и Приморскую, Арсеньевскую и Находкинскую епархии.
Также в крае есть три относительно крупных союза протестантских церквей: Объединение церквей евангельских христиан-баптистов Приморского края, Приморское объединение миссионерских церквей евангельских христиан и Северо-восточный союз церквей евангельских христиан.

## Международное сотрудничество
- 11 августа 2024 года во Владивостоке подписано Соглашение о развитии связей между Гомельской областью и Приморским краем в торгово-экономической, научно-технической, социально-гуманитарной и культурной сферах[71].